# José Acevedo (escritor)
José Acevedo, escritor, actualmente afincado en Jerez de la Frontera (Cádiz), nació en Sevilla en 1965.
Cursa estudios de Filosofía y Trabajo Social, profesión esta última, que viene ejerciendo desde 1991.
Sus primeros trabajo públicos fueron como director y editor de la revista musical independiente Visiones Atormentadas (1984-1986), colaborando en aquella época para las emisoras de radio Cadena Ser y Radio Popular.
En el año 2000 publica algunos poemas sueltos y su relato “Flor de otoño” en el libro de relatos compartidos “Instantes Mágicos” bajo la coordinación del escritor José Carlos Carmona.
Ha compuesto letras de canciones para el grupo musical Besos Robados y traducido narrativa francesa no editada en España.
En diciembre de 2013  Ediciones Carena publica su “Relatos para la tortura de un abandonado doméstico , once relatos, once formas de narrar el abandono desde distintos puntos de vista, con un ambiente único que sólo proporciona la desolación más absoluta, la incomprensión ante lo inesperado, la tristeza del adiós definitivo.” El último de sus relatos, “Ruptura”, abre paso a su primera novela, “Carlos y alguien más” (Ediciones Carena, 2015), una larga y densa historia de amor, de belleza, de maltrato, donde el autor tiene el placer de conocer a Carlos, una persona que le sigue acompañando desde entonces.
En diciembre de 2016, Ediciones Carena publica su “Metamorfosis y otros relatos, 49+1 sombras”, cuarenta y nueve historias ilustradas, hiladas a partir de la mujer, de una mujer nacida del hombre para generar esperanza algún día.

## Obra
- Relato Flor de otoño, en el libro de relatos colectivo "Instantes mágicos" (Padilla Editores, 2001).

- Relatos para la tortura de un abandonado doméstico (Ediciones Carena, 2013).

- Carlos y alguien más (Ediciones Carena, 2015).

- Identidad o la importancia de ser uno mismo (Editorial Planeta Alvi, 2016).

- Metamorfosis y otros relatos, 49+1 sombras (Ediciones Carena, 2016)